# Poggio Mirteto
Poggio Mirteto település Olaszországban, Lazio régióban, Rieti megyében. Lakosainak száma 6140 fő (2023. január 1.). Poggio Mirteto Forano, Montopoli di Sabina, Salisano, Torrita Tiberina, Poggio Catino és Filacciano községekkel határos.

## Népesség
A település lakossága az elmúlt években az alábbi módon változott:
| Lakosok száma | 6343 | 6391 | 6140 |
|               | 2017 | 2018 | 2023 |